# Judengasse 18 (Coburg)

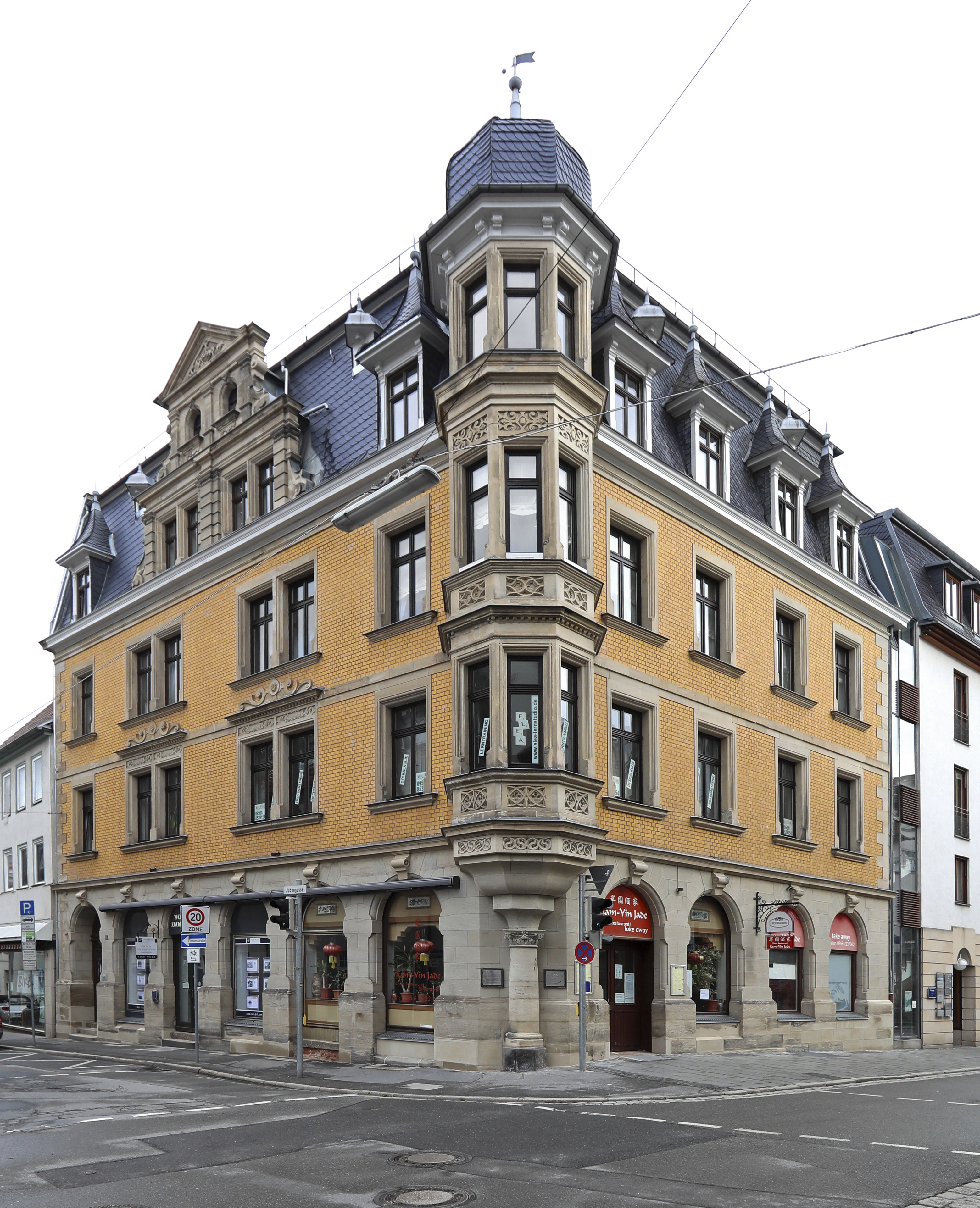
Judengasse 18 in Coburg

Das Wohn- und Geschäftshaus Judengasse 18 steht in der oberfränkischen Stadt Coburg. Es ist ein Neorenaissancebau, der 1899 errichtet wurde und als Baudenkmal in der Bayerischen Denkmalliste eingetragen ist.

## Geschichte
Der Kaufmann August Mönch betrieb in der Coburger Judengasse ein Großhandelsgeschäft. Sein Anwesen wurde 1898 im Rahmen der Umgestaltung des Judentores zusammen mit dem Vortor des Judentores abgebrochen. Am alten Standort entstand ein neues, größeres Wohn- und Geschäftshaus, das der Coburger Architekt und Bauunternehmer Carl Kleemann für Mönch plante und errichtete. Die Steine des Vortores wurde für die Gründung des Gebäudes verwendet. Im Jahr 1900 eröffnete Mönch in dem gründerzeitlichen Eckhaus sein Lebensmittelgeschäft wieder, zu dem ein Nebengebäude, in dem der Pferdestall, ein Fuhrpark und die Wohnungen der Bediensteten untergebracht waren, gehörte.:S. 171
Im Jahr 1969 wurde der Lebensmittelgroßhandel aufgegeben und 1975 das Nebengebäude abgebrochen. Im Rahmen des Baus des Parkhauses Mauer entstand dort das Haus Judengasse 18 a. Der Abbruch ermöglichte auch den Anbau eines Aufzuges an der Rückseite. Der Aufzugsanbau erhielt 1989 über der Dachterrasse eine Glaskonstruktion. Eine Ausdehnung des Ladens auf die gesamte Erdgeschossfläche und die eines rückwärtigen Anbaus folgte 1976. Das Lebensmittelgeschäft M. C. Mönsch existierte noch bis 1993.:S. 173 Im Jahr 1992 folgte eine Umnutzung des ersten Obergeschosses zu Büroräumen und 2004 wurde das Erdgeschoss für ein Geschäft und ein Restaurant umgebaut.

## Architektur
Das im Südgiebel mit dem Baujahr 1899 bezeichnete dreigeschossige Mansarddachhaus prägt mit seinem markanten Eckerker im Stil der Neurenaissance die Straßenkreuzung vor dem Judentor.
Das Erdgeschoss besitzt eine Sandsteinfassade mit sechs zu vier Rundbögen und Scheitelsteinen über denen ein Profilgesims verläuft. Auf der Langseite sind vier Rundbögen als Schaufenster, der linke als Hauseingang und einer als Ladeneingang ausgebildet. Auf der Schmalseite befinden sich links der Restauranteingang und daneben drei Schaufenster. Die Fassade der beiden Obergeschosse besteht aus Ziegelsteinen mit Sandsteingliederungen. Die sechs auf vier Fensterachsen sind zur Judengasse hin in Einzel- und Doppelfenster gruppiert. Die beiden inneren Fensterpaare im ersten Obergeschosse schmücken ornamentierte Stürze. Der fünfseitige Erker mit welscher Haube und ornamentierten Brüstungs- und Sturzfeldern ruht auf einer Dreiviertelsäule und wulstförmigem Erkerfuß und erstreckt sich oberhalb der abgeschrägten Erdgeschosskante über die zwei Obergeschosse und das Dachgeschoss. Entlang der Mauer sind in der Fassade vier gleichmäßige Fensterachsen vorhanden.
Besonderen Schmuck erhält das Haus durch den Abschluss der Hauptfassade in Form einer breiten zweigeschossigen, von Volutenstützen gerahmten Ziergaube mit Dreiecksgiebel. Das Doppelfensterpaar der Gaube ist durch gebänderte Lisenen gefasst, darüber ein Ädikulaaufsatz mit zwei kleineren Fenstern und ornamentiertem Dreiecksgiebel. Außerdem belichten stehende Gauben mit gedrückten Pyramidendächern, dazwischen Schwalbennestgauben, die Räume des Mansarddaches.